# Episodi de Il commissario Scali (terza stagione)
La terza stagione della serie televisiva Il commissario Scali è stata trasmessa in anteprima negli Stati Uniti d'America dalla ABC tra il 25 settembre 1993 e il 14 maggio 1994.
| nº | Titolo originale             | Titolo italiano | Prima TV USA      | Prima TV Italia |
| -- | ---------------------------- | --------------- | ----------------- | --------------- |
| 1  | Suffer the Children (Part 1) |                 | 25 settembre 1993 |                 |
| 2  | Suffer the Children (Part 2) |                 | 2 ottobre 1993    |                 |
| 3  | Scali, P.I.                  |                 | 9 ottobre 1993    |                 |
| 4  | Burned Out Case              |                 | 16 ottobre 1993   |                 |
| 5  | The Set-Up                   |                 | 23 ottobre 1993   |                 |
| 6  | Rising Sun                   |                 | 6 novembre 1993   |                 |
| 7  | Hero                         |                 | 13 novembre 1993  |                 |
| 8  | Dying Affection              |                 | 20 novembre 1993  |                 |
| 9  | All That Glitters            |                 | 27 novembre 1993  |                 |
| 10 | Mansion                      |                 | 4 dicembre 1993   |                 |
| 11 | A Little Heart               |                 | 18 dicembre 1993  |                 |
| 12 | Benny                        |                 | 15 gennaio 1994   |                 |
| 13 | Keeping Secrets              |                 | 22 gennaio 1994   |                 |
| 14 | Dog Days                     |                 | 5 febbraio 1994   |                 |
| 15 | Father Eddie                 |                 | 12 febbraio 1994  |                 |
| 16 | Bank Job                     |                 | 24 febbraio 1994  |                 |
| 17 | Romeo and Juliet             |                 | 12 marzo 1994     |                 |
| 18 | Security                     |                 | 19 marzo 1994     |                 |
| 19 | Dead Drunk                   |                 | 2 aprile 1994     |                 |
| 20 | The Letter of the Law        |                 | 30 aprile 1994    |                 |
| 21 | Sergeant Kelly               |                 | 7 maggio 1994     |                 |
| 22 | The Iceman Cometh            |                 | 14 maggio 1994    |                 |